# Битва при Каллинике
Би́тва при Калли́нике произошла в 171 до н. э. между македонской армией и силами Рима. Македонской армией командовал царь Персей, а римским войском консул Публий Лициний Красс. Конницей командовал брат консула Красса — Гай. Сражение закончилось победой Македонии.